# Mangaliya Sadak
Mangaliya Sadak è una suddivisione dell'India, classificata come census town, di 5.951 abitanti, situata nel distretto di Indore, nello stato federato del Madhya Pradesh. In base al numero di abitanti la città rientra nella classe V (da 5.000 a 9.999 persone).

## Geografia fisica
La città è situata a 22° 49' 31 N e 75° 54' 01 E.

## Società

### Evoluzione demografica
Al censimento del 2001 la popolazione di Mangaliya Sadak assommava a 5.951 persone, delle quali 3.190 maschi e 2.761 femmine. I bambini di età inferiore o uguale ai sei anni assommavano a 879, dei quali 481 maschi e 398 femmine. Infine, coloro che erano in grado di saper almeno leggere e scrivere erano 3.645, dei quali 2.265 maschi e 1.380 femmine.